# العلاقات الهندية النيجيرية
العلاقات الهندية النيجيرية هي العلاقات الثنائية التي تجمع بين الهند ونيجيريا.

## مقارنة بين البلدين
هذه مقارنة عامة ومرجعية للدولتين:
| وجه المقارنة                                              | الهند                       | نيجيريا                     |
| --------------------------------------------------------- | --------------------------- | --------------------------- |
| المساحة (كم2)                                             | 3.29 مليون                  | 923.77 ألف                  |
| عدد السكان (نسمة)                                         | 1.35 مليار                  | 190.89 مليون                |
| الكثافة السكانية (ن./كم²)                                 | 410.33                      | 206.64                      |
| العاصمة                                                   | نيودلهي                     | أبوجا، لاغوس                |
| اللغة الرسمية                                             | اللغة الهندية، لغة إنجليزية | لغة إنجليزية، اللغة اليوربا |
| العملة                                                    | روبية هندية                 | نيرة نيجيرية                |
| الناتج المحلي الإجمالي (بليون دولار)                      | 2.60 تريليون                | 375.77 مليار                |
| الناتج المحلي الإجمالي (تعادل القوة الشرائية) بليون دولار | 8.00 تريليون                | 1.09 تريليون                |
| الناتج المحلي الإجمالي الاسمي للفرد دولار أمريكي          | 1.60 ألف                    | 2.64 ألف                    |
| الناتج المحلي الإجمالي للفرد دولار أمريكي                 | 5.70 ألف                    | 5.91 ألف                    |
| مؤشر التنمية البشرية                                      | 0.609                       | 0.514                       |
| رمز المكالمات الدولي                                      | +91                         | +234                        |
| رمز الإنترنت                                              | .in، .भारत ‏، .بھارت ‏،        | .ng                         |
| المنطقة الزمنية                                           | ت ع م+05:30، توقيت الهند    | ت ع م+01:00                 |

## مدن متوأمة
في ما يلي قائمة باتفاقيات التوأمة بين مدن هندية ونيجيرية:
- ترتبط جايبور مع لاغوس باتفاقية توأمة.

## منظمات دولية مشتركة
يشترك البلدان في عضوية مجموعة من المنظمات الدولية، منها:
| علم المنظمة | اسم المنظمة                        | تاريخ انضمام الهند | تاريخ انضمام نيجيريا |
| ----------- | ---------------------------------- | ------------------ | -------------------- |
|             | مؤسسة التنمية الدولية              | 24 سبتمبر 1960     | 14 نوفمبر 1961       |
|             | الأمم المتحدة                      | 30 أكتوبر 1945     | 7 أكتوبر 1960        |
|             | منظمة التجارة العالمية             | 1995               | ?                    |
|             | منظمة الشرطة الجنائية الدولية      | ?                  | ?                    |
|             | دول الكومنولث                      | 15 أغسطس 1947      | ?                    |
|             | الاتحاد الدولي للاتصالات           | 1869               | 11 أبريل 1961        |
|             | الفريق المعني برصد الأرض           | ?                  | ?                    |
|             | البنك الدولي للإنشاء والتعمير      | 27 ديسمبر 1945     | 30 مارس 1961         |
|             | المنظمة الهيدروغرافية الدولية      | ?                  | ?                    |
|             | الاتحاد البريدي العالمي            | ?                  | ?                    |
|             | منظمة حظر الأسلحة الكيميائية       | ?                  | ?                    |
|             | مؤسسة التمويل الدولية              | 20 يوليو 1956      | 30 مارس 1961         |
|             | البنك الإفريقي للتنمية             | ?                  | ?                    |
|             | وكالة ضمان الاستثمار متعدد الأطراف | 6 يناير 1994       | 12 أبريل 1988        |
|             | يونسكو                             | 4 نوفمبر 1946      | 14 نوفمبر 1960       |

## أعلام
هذه قائمة لبعض الشخصيات التي تربطها علاقات بالبلدين:
- لولا ماجا (23 يناير 1978 – )

## وصلات خارجية
- موقع وزارة الخارجية الهندية
- موقع وزارة الخارجية النيجيرية